# Antarctonemertes riesgoae
Espèce
Antarctonemertes riesgoae est une espèce de vers de la famille des Tetrastemmatidae qui a la particularité de couver ses œufs.

## Systématique
L'espèce Antarctonemertes riesgoae a été décrite en 2013 par Sergi Taboada (d), Juan Junoy (d), Sónia C. S. Andrade (d), Giribet (d), Javier Cristobo (d) et Conxita Avila (d).

## Répartition
Les spécimens collectés par l'équipe l'ont été en Antarctique.

## Description
Antarctonemertes riesgoae mesure de 10 à 22 mm de longueur pour une largeur pouvant atteindre 2,5 mm. En vie cette espèce présente une teinte brun foncé sur le dos et brun clair sur le ventre. Sa tête est marquée d'un « V » de couleur blanche.

## Étymologie
Son épithète spécifique, riesgoae, lui a été donnée en l'honneur de Ana Riesgo (d), biologiste spongiologue de renom, et collègue appréciée, en remerciement de l'aide qu'elle a apportée aux auteurs et en particulier son soutien et son amitié à Sergi Taboada, l'auteur principal.

## Publication originale
- (en) Sergi Taboada, Juan Junoy, Sónia C. S. Andrade, Gonzalo Giribet, Javier Cristobo et Conxita Avila, « On the identity of two Antarctic brooding nemerteans: redescription of Antarctonemertes valida (Bürger, 1893) and description of a new species in the genus Antarctonemertes Friedrich, 1955 (Nemertea, Hoplonemertea) », Polar Biology, Springer Science+Business Media, vol. 36, no 10,‎ 2 juillet 2013, p. 1415-1430 (ISSN 0722-4060 et 1432-2056, DOI 10.1007/S00300-013-1360-2, lire en ligne).